# グンバイヒルガオ
グンバイヒルガオ（軍配昼顔、学名: Ipomoea pes-caprae、英名: Seaside morning glory、Beach morning glory）は、ヒルガオ科の植物。匍匐性の多年生草本。沖縄方言で「アミフィーバナ」または「ハマカンダー」と呼ばれる。
海岸、特に砂浜を好む海浜植物。葉は先端に浅く切込みが入る楕円形で、軍配に似ているため軍配昼顔の和名がある。学名のpes-capraeは「ヤギの足」を意味し、同様に葉の形を見立てたもの。花期ははっきりとせず、夏季を中心にほぼ周年、5～6cm程度の大きさの、薄紫色漏斗状の花をつける。実はさや状で中に種があり、乾くと裂開する。種子は海水に浮き、海流に乗って分布を広げる。

## 分布

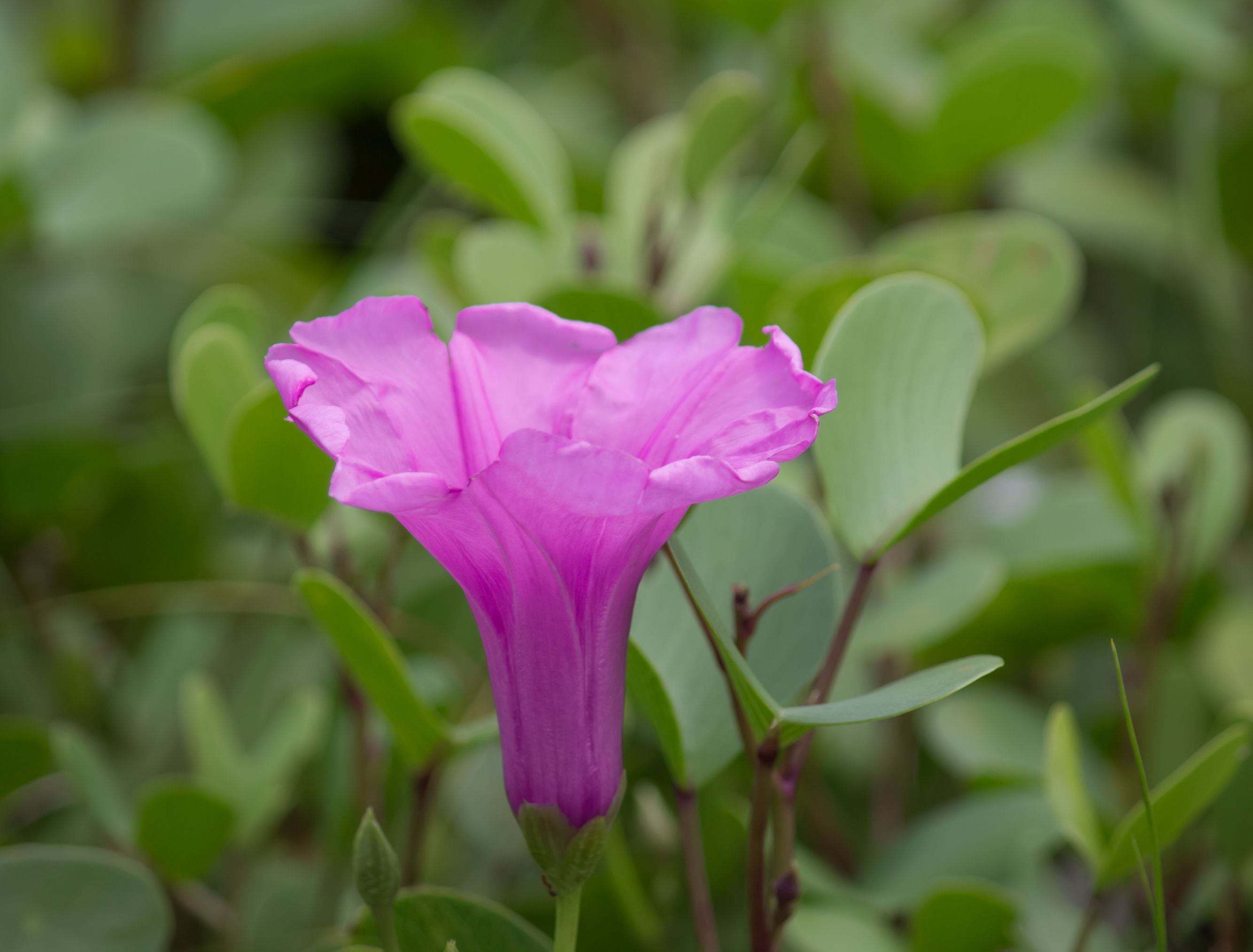

世界中の熱帯から亜熱帯の、主に海岸に広く分布する。この植物が一面の群落を作るのは熱帯域の砂浜海岸の普遍的な風景である。
日本では鹿児島県から沖縄県の海岸と、長崎県内各地、大分県佐伯市の元猿海岸、四国南部、紀伊半島南部に生育する。それ以北の日本には分布しない。しかし種子は黒潮に乗り、東北地方の海岸まで到達し、時に発芽して話題になる。近年、三重県津市の伊勢湾内の広範囲にて複数個体が同時に確認され、その際発芽直後の幼体も発見された。船からのバラスト水等も突発的な生存域拡大にも起因すると推測されている。ただし冬季に冷え込む地域では、夏の間に成長するが、秋から冬にかけて低温に晒され、枯死する。
なお、この種はハマヒルガオとは異なりサツマイモ属に含まれる。サツマイモ属はアリモドキゾウムシ、イモゾウムシおよびサツマイモノメイガの宿主植物となることから、小笠原諸島およびトカラ列島以南の南西諸島から日本本土への本種の生体の持ち込みは、たとえ国内間であろうとも植物検疫によって禁止されている。